# Boilies

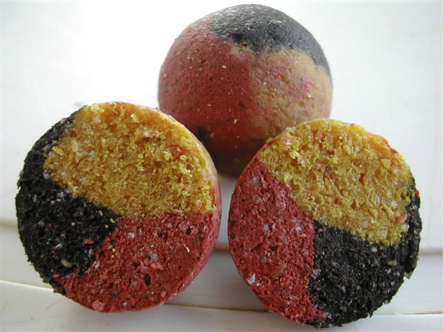
Boilies

Boilies je speciální rybářská nástraha a návnada z vařeného těsta a některých dalších přísad, mezi které může patřit rybí maso, mléko, obiloviny, zelenina. Často se přimíchávají i vajíčka jako pojivo. V průmyslových krmivech jsou také obvykle přimíchány aromatické látky a různé posilující směsi. Boilies má vždy kulatý tvar, který umožňuje přesné nahození v místě lovu.
Vznik boilies se datuje od roku 1970, kdy dva britští rybáři Lenny Middleton a Kevin Maddocks hledali způsob, jak lovit kapry bez toho, aby byli rozptylováni jinými rybami. Vývoj návnady s velkou tvrdostí a poměrně velkými rozměry způsobil, že ostatní ryby jako je cejn velký nebo lín obecný měly s konzumováním potravy problémy. Díky své tvrdosti se boilies na rozdíl od tradičních návnad (chléb aj.) tak rychle nerozpustí.
Boilies je v dnešní době jedna z nejpouživanějších nástrah na kapry. Existuje velké množství druhů, barev a velikostí. Od tzv. mikro boilies (nejmenší mají pouhých 8 mm) až po velké 40milimetrové, vhodné na velké ryby.
Boilies dále můžeme rozlišit na plovoucí (tzv. pop-ups) a normální (klesající ke dnu). Plovoucí boilies se používají například tam, kde je na dně tráva nebo bahno, ve kterém by ryby nástrahu nenašly.